# Oliver Wolcott, Jr.
Oliver Wolcott, Jr., född 11 januari 1760 i Litchfield, Connecticut, USA, död 1 juni 1833 i New York, var amerikansk politiker.
Han var son till Oliver Wolcott, guvernör i Connecticut. Farfadern Roger Wolcott hade i sin tur varit guvernör under kolonialtiden.
Han utexaminerades 1778 från Yale College. Därefter studerade han juridik vid Litchfield Law School.
Han efterträdde 1795 Alexander Hamilton som USA:s finansminister. Pressen ledde en hetskampanj mot honom. Han till och med falskt anklagades att ha tänt eld på utrikesministeriets byggnad. Han avgick 1800 när klappjakten hade gjort honom tillräckligt impopulär.
Han var guvernör i Connecticut 1817-1827 och som sådan följde i faderns och farfaderns fotspår. Delstaten åtnjöt ekonomisk tillväxt under perioden. När han 1833 dog i New York, var han den sista överlevande medlemmen av George Washingtons kabinett. Hans grav finns på East Cemetery i födelsestaden Litchfield.